# San Cayetano, Puebla
San Cayetano är en ort i Mexiko.   Den ligger i kommunen Quecholac och delstaten Puebla, i den sydöstra delen av landet, 170 km öster om huvudstaden Mexico City. San Cayetano ligger 2 181 meter över havet och antalet invånare är 533.
Terrängen runt San Cayetano är kuperad österut, men västerut är den platt. Runt San Cayetano är det ganska tätbefolkat, med 185 invånare per kvadratkilometer. Närmaste större samhälle är Palmarito Tochapán, 2,5 km söder om San Cayetano. Trakten runt San Cayetano består till största delen av jordbruksmark.